# كوليندا غرابار كيتاروفيتش
كوليندا غرابار كيتاروفيتش (بالكرواتية: Kolinda Grabar-Kitarović)‏ من مواليد 29 أبريل 1968، ولدت في قرية بكرواتيا ولكنها قضت طفولتها بالولايات المتحدة، التحقت بكلية العلوم الإنسانية والاجتماعية بجامعة زغرب، وتخرجت عام 1992 ونالت شهادة البكالوريوس في الآداب باللغتين الإنكليزية والإسبانية ومن عام 1995 إلى عام 1996، حضرت دورة لنيل دبلوم من الأكاديمية الدبلوماسية التابعة لفيينا، وفي عام 2000 حصلت على درجة الماجستير في العلاقات الدولية من كلية العلوم السياسية في جامعة زغرب، وفي الفترة 2002-2003 نالت منحة فولبرايت للدراسة في جامعة جورج واشنطن كما حصلت على زمالة كلية كينيدي للإدارة الحكومية في جامعة هارفارد، وكانت أستاذاً زائراً في كلية الدراسات الدولية المتقدمة في جامعة جونز هوبكنز.
شغلت منصب الأمين العام المساعد لشؤون الدبلوماسية العامة في حلف شمال الأطلسي منذ عام 2011 حتى عام 2014 وكانت أول امرأة تشغل هذا المنصب، وشغلت منصب سفير بلادها إلى واشنطن من عام 2008 إلى عام 2011. في السابق كانت وزيرة خارجية كرواتيا من 2005 إلى 2008 وسفيرة كرواتيا بالولايات المتحدة من 2008 إلى 2011. هي عضوة بالاتحاد الديمقراطي الكرواتي وأحد أعضاء اللجنة الثلاثية.

## النشأة والتعليم

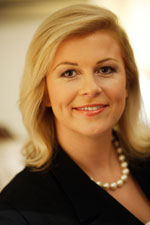
كوليندا جرابار كيتاروفيتش في عام 2006.

ولدت كوليندا غرابار في 29 أبريل 1968 في رييكا، كرواتيا التي كات جزء من يوغوسلافيا. والديها هما دوبرافكا وبرانكو غرابار. تم تسميتها بهذا الاسم نسبة إلى أغنية كوليندا للمغني زدينكا فوتشكوفيتش والتي كان يغنيها كثيرا أخيها برانكو. ليوبومير وماريا جديها من والدها تعود أصولهم إلى قرية مارتينوفا في رييكا. كانا مثل ابنهما برانكو غير منخرطين في المجال السياسي. ومع ذلك كان جدها من والدتها فيكتور ماتيتشيتش من يلينا عضوًا في حزب الفلاحين الكرواتي. بعد «الأحد الدامي» في 12 يوليو 1942 حيث أطلق الجنود الإيطاليون النار في بودهوم في ميدان جروبنيك على 108 من الرجال بينما تم نقل النساء والأطفال إلى المعسكرات وانضموا إلى الحركة المناهضة للفاشية. في المعارك مع الألمان في رييكا في ربيع عام 1945 خلال غزو ثكنات سانت كاترين أصيب بجروح بالغة. توفي وهو يبلغ من العمر ستين عاما بسبب الإصابات. أنقذت زوجته إيفانكو ماتيتشيتش وهي من سكان مدينة غروبنيك القديمة من قبل قس من إطلاق النار وانتهى بها الأمر في مخيم في ترييستي. على الرغم من أن جديها من والدتها كانا من المشاركين في الحركة المناهضة للفاشية وكانا أيضا معارضين للشيوعية ومؤمنين متدينين وأنهما كانا متعلمين كوطنيين ولديهما معرفة بتاريخ كرواتيا.
ترعرعت كوليندا بشكل رئيسي في قرية والديهما لوباتشا إلى الشمال مباشرة من رييكا حيث كانت تملك العائلة متجر جزارة ومزرعة. بعد ذلك انتقلت العائلة إلى جروبنيك من أجل وظيفة والدها. كان الأب برانكو جبانًا وساعدته والدتها دوبرافكا وحافظت على المنزل. كانا يعملان كثيراً ولذلك ساعدتهم كوليندا. مارست كوليندا لعبة كرة القدم في النادي المحلي وكانت الفتاة الوحيدة في القرية التي تلعب كرة القدم. تبعها بعد ذلك شقيقها الأصغر برانكو. كان والدها صياد حيث كان يصطاد في الغابة. علمها والدها كيف تتبع آثار الحيوانات البرية وعندما كبرت علمها كيفية استخدام بندقية الصيد. من ناحية أخرى كانت والدتها دوبرافكا مهتمة في تعليمها كثيرًا لأنها درست فقط في المدرسة الابتدائية. طلبت الأم من ابنتها قراءة جميع الكتب في مكتبة المدرسة الابتدائية. بفضل القراءة تبنت دراسة اللغة الكرواتية وآدابها والتي نادرا ما تحدثت في جروبنيزينا. في طفولتها كانت تحلم بأن تكون مضيفة أو مترجمة. كان حيوانها المفضل الحمل. كطالبة في المدرسة الثانوية دخلت في برنامج لتبادل الطلاب وعند بلوغها سن السابعة عشر انتقلت إلى لوس ألاموس، نيومكسيكو حيث أخذت التأشيرة واشترت تذكرة الطيران وحلت الشكليات الأخرى. لمدة عام كانت تقيم في منزل عائلة من الأمريكيين المتعلمين تعليما عاليا المتخصصين في الكيمياء والفيزياء النووية اللذين لديهما ابنة في سنها. على الرغم من مخاوفها إلا أن طلاب المدرسة الجديدة تقبلوها بسرعة. في وقت لاحق ذكرت أن نظامها التعليمي الأمريكي يشبهها أكثر من غيرها لأن معلميها شجعوها على أن تكون مبدعة وأن تعبر عن رأيها على عكس مدرستها الثانوية في بلادها. تخرجت بعد ذلك من مدرسة لوس ألاموس الثانوية في عام 1986. كما درست التاريخ الأمريكي من أجل الحصول على شهادة الدبلوم التي ستفتح لها مجال الدراسة في أمريكا. كما درست التاريخ الأوروبي لأنها أرادت معرفة التاريخ الأوروبي من وجهة النظر الأمريكية خاصة أنها قادمة من دولة شيوعية. أيضا كان عليها أن تأخذ دروس في التربية البدنية لأنها لم يكن لديها ما يكفي من الساعات في هذا الموضوع في كرواتيا. من المقررات الاختيارية أخذت كوليندا أيضا الميكانيكا والتي درستها من خلال إصلاح محركات السيارات القديمة.
عند عودتها إلى يوغسلافيا التحقت بكلية العلوم الإنسانية والاجتماعية بجامعة زغرب وتخرجت في عام 1993 بحصولها على بكالوريوس الآداب في اللغة والأدب الإنجليزي والإسباني. من عام 1995 إلى عام 1996 التحقت بدورة الدبلوم في الأكاديمية الدبلوماسية في فيينا. في عام 2000 حصلت على درجة الماجستير في العلاقات الدولية من كلية العلوم السياسية في جامعة زغرب وكانت أطروحتها بعنوان: العلاقات الأمريكية السوفياتية في إدارة ريغان ونهاية الحرب الباردة.
في العام الدراسي 2002-2003 عينت كباحثة في برنامج فولبرايت في جامعة جورج واشنطن. كما حصلت على زمالة لوكيسيك في كلية كينيدي بجامعة هارفارد وكانت باحثة زائرة في كلية الدراسات الدولية المتقدمة في جامعة جونز هوبكينز.
في ديسمبر 2015 بدأت غرابار-كيتاروفيتش دراستها للحصول على الدكتوراه في العلاقات الدولية في كلية زغرب للعلوم السياسية.

## المسيرة المهنية
في عام 1992 أصبحت غرابار-كيتاروفيتش مستشارة لقسم التعاون الدولي في وزارة العلوم والتكنولوجيا. في عام 1993 انضمت إلى الاتحاد الديمقراطي الكرواتي. في العام نفسه انتقلت إلى وزارة الخارجية لتصبح مستشارة. أصبحت رئيسة قسم أمريكا الشمالية في وزارة الخارجية في عام 1995 واحتفظت بهذا المنصب حتى عام 1997. في ذلك العام بدأت العمل في السفارة الكرواتية في كندا كمستشارة دبلوماسية حتى أكتوبر 1998 ثم بعد ذلك كمستشارة وزارية.
عندما وصل الحزب الديمقراطي الاجتماعي الكرواتي إلى السلطة بعد انتخابات 2000 أصبح تونينو بيكولا وزيراً للخارجية. بعد توليه منصبه بدأ على الفور بإزالة الموظفين المعينين سياسياً الذين تم تعيينهم من قبل الاتحاد الديمقراطي الكرواتي إلى مناصب دبلوماسية رفيعة المستوى. أُمرت غرابار-كيتاروفيتش بالعودة إلى كرواتيا من كندا في غضون الأسابيع الستة التالية التي رفضت في البداية أن تفعلها لأنها حامل وقد وضعت بالفعل خططًا للولادة في كندا ومع ذلك قررت في نهاية المطاف العودة بعد تعرضها لضغوط شديدة من قبل الوزارة للقيام بذلك. خلال إقامتها في المستشفى تقدمت بطلب للحصول على منحة فولبرايت لدراسة العلاقات الدولية والسياسة الأمنية. انتقلت في النهاية إلى الولايات المتحدة وسجّلت في جامعة جورج واشنطن. بعد تخرجها عادت إلى كرواتيا واستمرت في العيش في رييكا.
بعد ذلك بعامين تم انتخابها للبرلمان الكرواتي من الدائرة الانتخابية السابعة كعضو في الاتحاد الديمقراطي الكرواتي في انتخابات 2003 البرلمانية. مع تشكيل الحكومة الجديدة التي يقودها رئيس الاتحاد الديمقراطي الكرواتي ايفو ساندر أصبحت وزيرة للتكامل الأوروبي والذي استلزم بدء المفاوضات بشأن انضمام كرواتيا إلى الاتحاد الأوروبي.
بعد دمج كل من وزارة الخارجية ووزارة التكامل الأوروبي في عام 2005 تم ترشيح غرابار-كيتاروفيتش لتصبح وزيرة للوزارة الجديدة كوزير للخارجية والتكامل الأوروبي. أكدت من قبل البرلمان وأدت اليمين في 17 فبراير 2005. كانت مهمتها الرئيسية كوزير للخارجية هي قيادة كرواتيا للانضمام إلى الاتحاد الأوروبي وحلف شمال الأطلسي. في 18 يناير 2005 أصبحت رئيسة وفد الدولة للمفاوضات بشأن انضمام كرواتيا إلى الاتحاد الأوروبي. علاوة على ذلك في 28 نوفمبر 2005 تم انتخابها من قبل المجتمع الدولي لترؤس الاجتماع السادس لاتفاقية حظر الألغام للأفراد التابع للدول الأطراف أو معاهدة أوتوا التي عقدت ذلك العام في زغرب. كانت غرابار-كيتاروفيتش أول امرأة تُعيّن رئيسة لمعاهدة أوتوا.
بعد فوز حزب الاتحاد الديمقراطي الكرواتي في الانتخابات البرلمانية لعام 2007 وتشكيل حكومة سنادر الثانية بعد ذلك أعيد تعيينها كوزيرة للخارجية ولكن أُزيلت فجأة من منصبها في 12 يناير 2008. لا يعرف السبب الدقيق لإقالتها حيث يعتقد أنها غالباً ما دخلت في صراعات مع رئيس الوزراء صاحب الصلاحيات الكبيرة ورئيس الاتحاد الديمقراطي الكرواتي إيفو ساندر. خلفها غوردان ياندروكوفيتش.

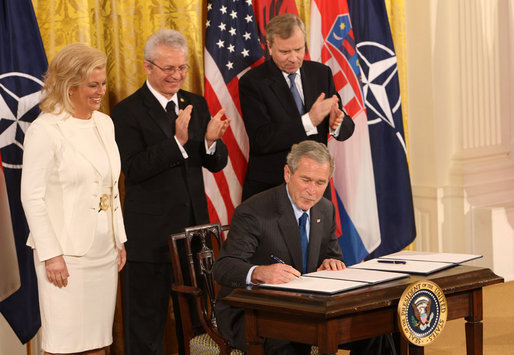
من اليسار إلى اليمين: جرابر كيتاروفيتش، وسلاباندا، وياب دي هوب شيفر مع الرئيس جورج بوش الابن، الذي يوقع بروتوكولات لدعم انضمام ألبانيا وكرواتيا إلى حلف شمال الأطلسي، 2008

في 8 مارس 2008 بمساعدة الرئيس ستيبان ميسيتش أصبحت السفيرة الكرواتية في الولايات المتحدة حيث حلت محل نيفين يوريكا. عملت سفيرة حتى 4 يوليو 2011. في عام 2010 اندلعت فضيحة في السفارة الكرواتية في واشنطن العاصمة عندما تم الكشف عن أن زوج غرابار-كيتاروفيتش ياكوف كان يستخدم سيارة رسمية للسفارة لأغراض خاصة وبالتحديد تابع أحد موظفي الأمن في السفارة تصوير السيد كيتاروفيتش وقام بتصويره لعدة أيام وتم نشر لقطات للأحداث على يوتيوب ولكن تمت إزالة الفيديو لاحقًا. نتيجة لذلك أطلق وزير الخارجية غوردان ياندروكوفيتش تحقيقا داخليا بسبب استخدام ياكوف كيتاروفيتش غير المصرح به للسيارة الرسمية حيث تم تصوير غير مرخص لأعضاء الطاقم الدبلوماسي وعائلاتهم من قبل أحد أفراد الأمن بالسفارة. خلص التحقيق إلى أن غرابار-كيتاروفيتش نفسها على الرغم من وجود كاديلاك دي تي إس المملوكة للسفارة مع سائق متاح لها 24 ساعة في اليوم باستخدام سيارة السفارة أخرى تويوتا سيينا لأغراض خاصة. زعمت غرابار-كيتاروفيتش أن واجباتها تستمر لمدة 24 ساعة في اليوم وأنها لا تستطيع فصل حياتها العملية عن حياتها الخاصة. ثم دفعت بعد ذلك جميع النفقات التي حدثت بسبب استخدام زوجها غير المصرح به للسيارة في حين تم فصل موظفي الأمن بالسفارة الذين قاموا بتصوير عائلتها.
في عام 2011 قدمت غرابار-كيتاروفيتش استقالتها كسفيرة وأصبحت في 4 يونيو 2011 مساعدة الأمين العام لحلف الناتو للدبلوماسية العامة. تعرضت لانتقادات بسبب الطريقة التي تركت بها منصبها في واشنطن العاصمة. على وجه التحديد أخفقت غرابار-كيتاروفيتش في إبلاغ رئيسة الوزراء يادرانكا كوسور مسبقا بخططها للاستقالة من منصبها كسفيرة لذلك لم تكن كوسور مستعدة لتعيين بديل عنها في الوقت المحدد. نتيجة لذلك ظل منصب السفير الكرواتي لدى الولايات المتحدة شاغرا لما يقرب من تسعة أشهر بعد رحيل غرابار-كيتاروفيتش. غير أن غرابار-كيتاروفيتش قالت أنها أبلغت بالفعل رئيس كرواتيا المنتخب حديثا الديمقراطي الاشتراكي إيفو يجوسيبوفيتش بخططها وأكد يجوسيبوفيتش فيما بعد هذه الادعاءات في ديسمبر 2014 قائلاً أنه حتى قدم إسهامه الشخصي في تعيينها في منصب في منظمة حلف شمال الأطلسي عن حاجتها إلى رأي مكتوب من شخص ذي سمعة طيبة عنها. قالت غرابار-كيتاروفيتش أيضا أنها عرضت في مناسبتين نفسها على رئيسة الوزراء كوسور أن تعود أيضا إلى كرواتيا لكي تتيح المجال أمام الفريق الوطني المعني بالتنمية في الانتخابات البرلمانية لعام 2011. علاوة على ذلك أشارت إلى أن كوسور قد تجاهلت عروضها للتو وأنها لهذا السبب قررت غرابار-كيتاروفيتش عدم التواصل مع رئيسة الوزراء أكثر من ذلك.
عندما شاهدت غرابار-كيتاروفيتش إعلاناً عن وظيفة في حلف شمال الأطلسي في مجلة ذي إيكونوميست اعتقدت أن الوظيفة مناسبة لها ولكن في النهاية قررت عدم التقدم بطلب للحصول عليها. فقط عندما أخفق الحلف في اختيار مرشح لهذا المنصب في جولتين تقدمت به أخيرا وفي الجولة الثالثة تسلمت المنصب. خلال فترة وجودها في حلف شمال الأطلسي كانت تقوم في كثير من الأحيان بزيارة أفغانستان والجنود الكرواتيين المنتشرين هناك كجزء من مهمة حفظ السلام. كانت مهمتها هي رعاية «إستراتيجية الاتصالات» و «تقريب الناتو من عامة الناس». غالباً ما أشار إليها زملاؤها في حلف شمال الأطلسي باسم سوامبو (التي يجب أن تُطاع). غرابار-كيتاروفيتش كانت أول امرأة يتم تعيينها لهذا المنصب. شغلت منصب الأمين العام المساعد في حلف شمال الأطلسي حتى 2 أكتوبر 2014.
تمت دعوتها للانضمام إلى اللجنة الثلاثية وأصبحت عضوًا رسميًا في أبريل 2013. اللجنة الثلاثية التي أسسها ديفيد روكفلر ضمت العديد من السياسيين ورجال الأعمال ذوي النفوذ وقد استقالت من منصبها في اللجنة الثلاثية بعد أن أصبحت رئيسة جمهورية كرواتيا.

## الترشح الرئاسي
نشرت جريدة يوتارنيي ليست اليومية الكرواتية مقالاً في سبتمبر 2012 ينص على أن غرابار-كيتاروفيتش كان يُنظر إليها كمرشحة محتملة في الانتخابات الرئاسية الكرواتية 2014–15 من قبل الاتحاد الديمقراطي الكرواتي وبدعم كل من حزب الفلاحين الكرواتي والحزب الكرواتي لحقوق الدكتور أنتي ستارزيفيتش وكتلة المتقاعدين معاً والحزب الديمقراطي المسيحي الكرواتي وحزب زاغوريه الديمقراطي والحزب الاشتراكي الليبرالي الكرواتي والبلوط - حركة من أجل كرواتيا الناجحة. تأكد في منتصف عام 2014 أنها ستصبح المرشحة الرسمية للحزب لتنافس الرئيس آنذاك إيفو يجوسيبوفيتش والقادمين الجديدين إيفان فيليبور سينتشيتش وميلان كويوندجيتش. في الجولة الأولى من الانتخابات في ديسمبر 2014 فازت غرابار-كيتاروفيتش بنسبة 37.2٪ من الأصوات وحل يجوسيبوفيتش ثانيا بنسبة 38.5٪ في حين حصل سينتشيتش على نسبة 16.4٪ بينما حصل كويوندجيتش على نسبة 6.3٪ من الأصوات. بما أنه لم يحصل أي مرشح على أكثر من 50٪ من الأصوات فقد تمت جدولة الانتخابات بين المرشحين صاحبي المركزين الأول والثاني يجوسيبوفيتش وغرابار-كيتاروفيتش في غضون أسبوعين.
جرت جولة الإعادة في 11 يناير 2015 وفاز غرابار-كيتاروفيتش في انتخابات الرئاسة بحصولها على نسبة 50.7٪ من الأصوات. بذلك أصبحت أول رئيسة لولاية ما بعد الاستقلال في كرواتيا وأول رئيسة محافظة في البلاد منذ 15 عامًا. كانت قد أدت اليمين في 15 فبراير وتولت منصبها رسميا في منتصف ليل 19 فبراير 2015.
عند انتخابها أصبحت غرابار-كيتاروفيتش أول امرأة في أوروبا تهزم الرئيس الحالي الذي يترشح لإعادة الانتخاب وكذلك المرأة الثانية في العالم التي تقوم بذلك بعد فيوليتا تشامورو من نيكاراغوا في عام 1990. غرابار-كيتاروفيتش أيضا أول مرشحة من أي نوع من الجنسين تهزم الرئيس الكرواتي الحالي. بالإضافة إلى ذلك فإن غرابار-كيتاروفيتش هي المرشحة الوحيدة للرئاسة حتى الآن التي فازت في الانتخابات الرئاسية الكرواتية دون أن تفوز بأكبر عدد من الأصوات في الجولة الأولى من الانتخابات حيث خسرت بنسبة 1.24٪ أو 21.000 صوت. علاوة على ذلك فإن 1.114 مليون صوت حصلت عليه في الجولة الثانية هي أقل عدد من الأصوات لأي مرشح فائز في انتخابات رئاسية في كرواتيا ونسبة الفوز بنسبة 1.48٪ ضد يجوسيبوفيتش هي الأقل في أي انتخابات من هذا القبيل حتى الآن.

## فترة الرئاسة (2015– 2020)

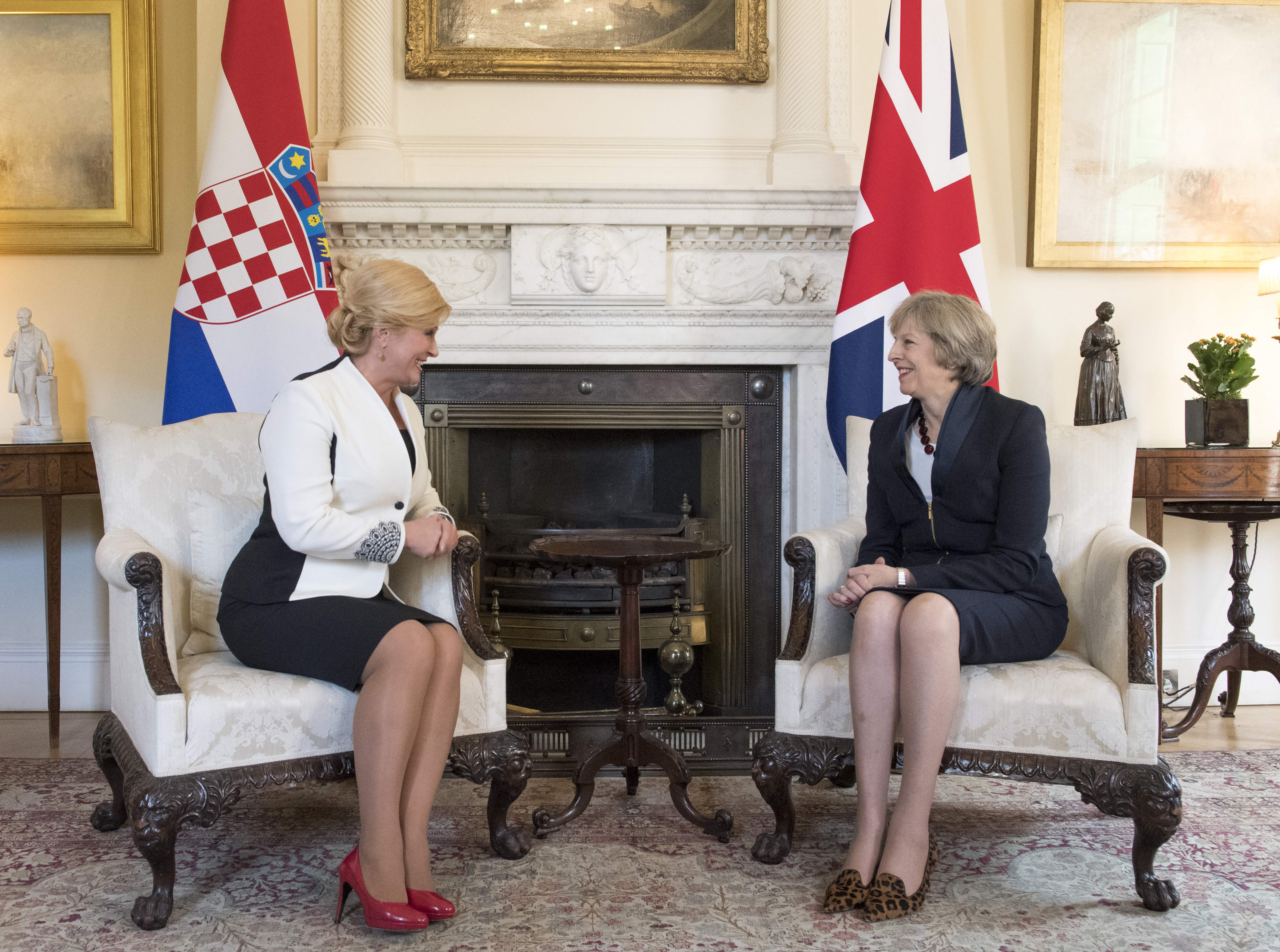
الرئيسة غرابار كيتاروفيتش مع رئيسة الوزراء البريطانية تيريزا ماي في عام 2016

بعد أقل من تسعة أشهر من تسلم غرابار كيتاروفيتش للرئاسة؛ كانت أولى العقبات أمامها أزمة المهاجرين إلى أوروبا؛ خاصة أن تلك الفترة شهدت تصاعدا كبيرا في أعداد المهاجرين الذين دخلوا اليونان ثم مقدونيا وعبروا من صربيا إلى المجر. هذه الأخيرة قامت ببناء سياج على حدودها الجنوبية نتيجة لذلك. في أيلول/سبتمبر 2015 وبعدما قامت المجر ببناء السور وأغلقت الحدود مع صربيا؛ تدفق المهاجرون نحو كرواتيا مما تسبب في دخول أكثر من 21.000 من المهاجرين لداخل البلاد. في 19 أيلول/سبتمبر ارتفع عدد المهاجرين إلى 39,000 في حين غادر 32.000 آخرون البلاد وتوجهوا نحو سلوفينيا والمجر. عُينت غرابار من قِبل أندريا هيبرانغ كمفوضة لأزمة اللاجئين.
أثارت أزمة اللاجئين هذه جدلا كبيرا داخل كرواتيا؛ مما استدعى قيام البرلمان بعدة جلسات عادية وطارئة مثل الجلسة التي عُقدت في 25 أيلول/سبتمبر،  والتي اقترحت فيها غرابار كيتاروفيتش إجراء الانتخابات البرلمانية في 8 تشرين الثاني/نوفمبر 2015. لم تُحسم الانتخابات واستمرت المفاوضات المتعلقة بتشكيل الحكومة لمدة 76 يوما، وكانت غرابار كيتاروفيتش قد سبق وأن أعلنت في 22 كانون الأول/ديسمبر أنه إذا كان هناك أي اتفاق محتمل لتكليف رئيس وزراء في الـ 24 ساعة القادمة فإنها ستدعو لإجراء انتخابات مبكرة أو على الأقل ستقوم بتشكيل حكومة انتقالية مما وضع ضغوطا مكثفة على الأحزاب السياسية المشاركة في المفاوضات بشأن تشكيل الحكومة الجديدة لإيجاد حل. انتهت الأزمة أخيرا في 23 كانون الأول/ديسمبر 2015 وأُمهلت غرابار كيتاروفيتش 30 يوما لتشكيل حكومة غير حزبية.
في 24 آب/أغسطس 2015 أصبحت غرابار كيتاروفيتش القائدة العُليا للقوات للمسلحة وأجرت عدة تغييرات وتعديلات على مستوى المجال العسكري؛ كما أنها رفضت انضمام إحدى الحركات الفاشية للقوات المسلحة حيث رفضت الالتماس على الفور ووصفته بأنه «تافه واستفزازي وغير مقبول». في 29 أيلول/سبتمبر 2015 وبمبادرة من غرابار كيتاروفيتش عقد المجلس الأطلسي دورة غير رسمية رفيعة المستوى اجتمع فيها قادة دول بحر البلطيق والبحر الأسود في مدينة نيويورك ثم عُقدت ثلاث اجتماعات أخرى حتى تم الوصول لحل بشكل رسمي في عام 2016 وعَقدت أول قمة لها في دوبروفنيك بكرواتيا في 25-26 آب/أغسطس 2016.
في 11 نيسان/أبريل 2016 وبعد اجتماع مع نيكولا دين المبعوث الخاص من وزارة خارجية الولايات المتحدة؛ قالت غرابار كيتاروفيتش «إن دولة كرواتيا المستقلة كانت أقل استقلالية وأقل حماية لمصالح الشعب الكرواتي، لقد كان نظامها نظاما إجراميا بالفعل ... يجب مكافحة الفاشية فهذا هو أساس الدستور الكرواتي.» في مايو 2016 زارت غرابار كيتاروفيتش طهران بناء على دعوة من الرئيس الإيراني حسن روحاني؛ حينها دعا روحاني كرواتيا إلى أن تكون مدخل لعلاقات إيران مع أوروبا. وقع الرئيسان على اتفاقات تعاون اقتصادي عززت العلاقة الجيدة بين البلدان.
وفقا لاستطلاع للرأي أجري في أيار/مايو 2016 على تلفزيون نوفا فإن 47% من الناس لا يوافقون على عملها في حين يقبلها 45% آخرون. وخلال نفس الاستطلاع في آذار/مارس من نفس العام (قبل شهرين من الاستطلاع الثاني) كان عدد الذين يوافقون على ما قامت به يبلغ 52%. ومع ذلك؛ فلا تزال كيتاروفيتش تحظى بشعبية كبيرة داخل كرواتيا حيث يُحب عملها أزيد من 57% مقابل 55% لرئيس الوزراء تيهومير أوريسكوفيتش الذي حلَّ في المرتبة الثانية بنسبة 55%.
في تشرين الأول/أكتوبر 2016 قامت غرابار كيتاروفيتش بزيارة رسمية إلى باكو عاصمة أذربيجان وهناك أعربت عن دعمها لوحدة أراضي أذربيجان خاصة في ناغورني-كاراباخ مشيرة إلى أن حل هذا النزاع «يجب أن يكون سلميا وسياسيا بالكامل».
أعربت غرابار كيتاروفيتش عن تعازيها الحارة لأسرة سلوبودان برالياك بعد أن انتحر في لاهاي حيث كان يُحاكم؛ وصفته بأنه «الرجل الذي يفضل أن يعطي حياته بدلا من العيش بعد أن أدين بارتكاب جرائم يعتقد اعتقادا راسخا أنه لم يرتكبها.» مضيفة أن «تصرفه كان ضربة عميقة لقلب الشعب الكرواتي بل ترك المحكمة الجنائية الدولية في شك حول ما إذا كانت قد أنجزت مهامها أم لا.»
أقامت غرابار كيتاروفيتش حفلا فخريا في بوينس آيرس في آذار/مارس من عام 2018؛ وهناك قالت خلال خطابها: «بعد الحرب العالمية الثانية وجد العديد من الكروات مساحة من الحرية في الأرجنتين التي يمكن أن تشهد على وطنيتهم وعبرت عن مطالبهم من أجل حرية الشعب الكرواتي واستقلالية وطنه.» لكن حفلها هذا أثار بعض الجدل بعدما اتهم بعض الكروات الكثير من المسؤولين بالفرار إلى الأرجنتين بعد الحرب العالمية الثانية؛ لكن كيتاروفيتش ردت على كل هاته الاتهامات خلال بيان صحفي لها ذكرت فيه أن «هذه مجرد تفسيرات خبيثة» مضيفة: «من المحزن أنه وحتى اليوم لا يزال الكثير يجهل كم المجازر التي ارتكبت في حق مهاجرينا الذين لم يسمح لهم بالتعبير عن وطنيتهم في بلدهم ورغبتهم في الحرية بل لم يسمح لهم حتى بالمطالبة باستقلال كرواتيا ... لقد سجنوا وحوكموا بل قتلوا.» هذا وتجدر الإشارة إلى أن الكروات قد هاجروا إلى الأرجنتين في ثلاث موجات بدأت في عام 1848، ثم ما بين 1918 و1939 وبلغت ذروتها بين عامي 1945 و1956. قُدر عدد المهاجرين بـ 20.000 شخص غالبيتهم من السياسيين.

### أول 100 يوم
بعد أداء القسم الرسمي وتنصيبها فكرت كوليندا في نقل مكتب الرئاسة من فيلا بونغراتز إلى شارع هاي في زغرب حيث كان مكتب الرئاسة يقع هناك في بداية ولاية فرانيو تودجمان. على الرغم من أن الإقامة في هاي ستوفر مبلغ كبير في الميزانية فقد تبين أن حركة المرور والشوارع للفيلا لا تتوافق مع مستوى الأمن أو تنفيذ أنشطة بروتوكول رئيس الدولة. ولكن في النهاية تقرر أن يظل مكتب رئيس جمهورية كرواتيا في بانتوفكاك. في 19 فبراير 2015 زارت كوليندا المدافعين الكرواتيين (المدافعون الكرواتيون هم أشخاص شاركوا بنشاط في الدفاع عن الشعب الكرواتي في كرواتيا والبوسنة والهرسك منذ العدوان الصربي الكبير والنزاع المدني بين المسلمين والكرواتيين في البوسنة والهرسك. وعند استكمال الدفاع عن العدوان الصربي المسلح الأكبر قدم الدكتور فرانيو تودجمان في عام 1995 البيانات الإجمالية المتعلقة بالمدافعين بما في ذلك أن 2.4 في المائة (أكثر من 10 آلاف شخص) من المدافعين الكرواتيين من أصل صربي. بعد حرب الاستقلال في كرواتيا والبوسنة والهرسك تم تنظيم المحاربين القدامى الكرواتيين في جمعيات المحاربين القدامى.) عن مظاهرة في سفاكا 66 وبعد تلقيها باقة من الزهور والهدايا بفرح فقد خاطبتهم بهذه الكلمات:
بعد تجمع مشترك أضاءت كوليندا شمعة في النصب التذكاري نيفينكا توبالوسيك التي توفيت خلال الأيام الأولى من الاحتجاج. كانت نيفينكا مشاركة نشطة في حرب الاستقلال الكرواتية وهي عضوة في اللواء الثاني «اللصوص» الذي بعد الحرب كان لا يزال غير صالح بنسبة مئة في المئة. ويعتقد أنها ماتت نتيجة السقوط من كرسي متحرك وبعد ذلك بدأت في التنفس بقوة مما أدى إلى موتها بعد ساعة فقط.

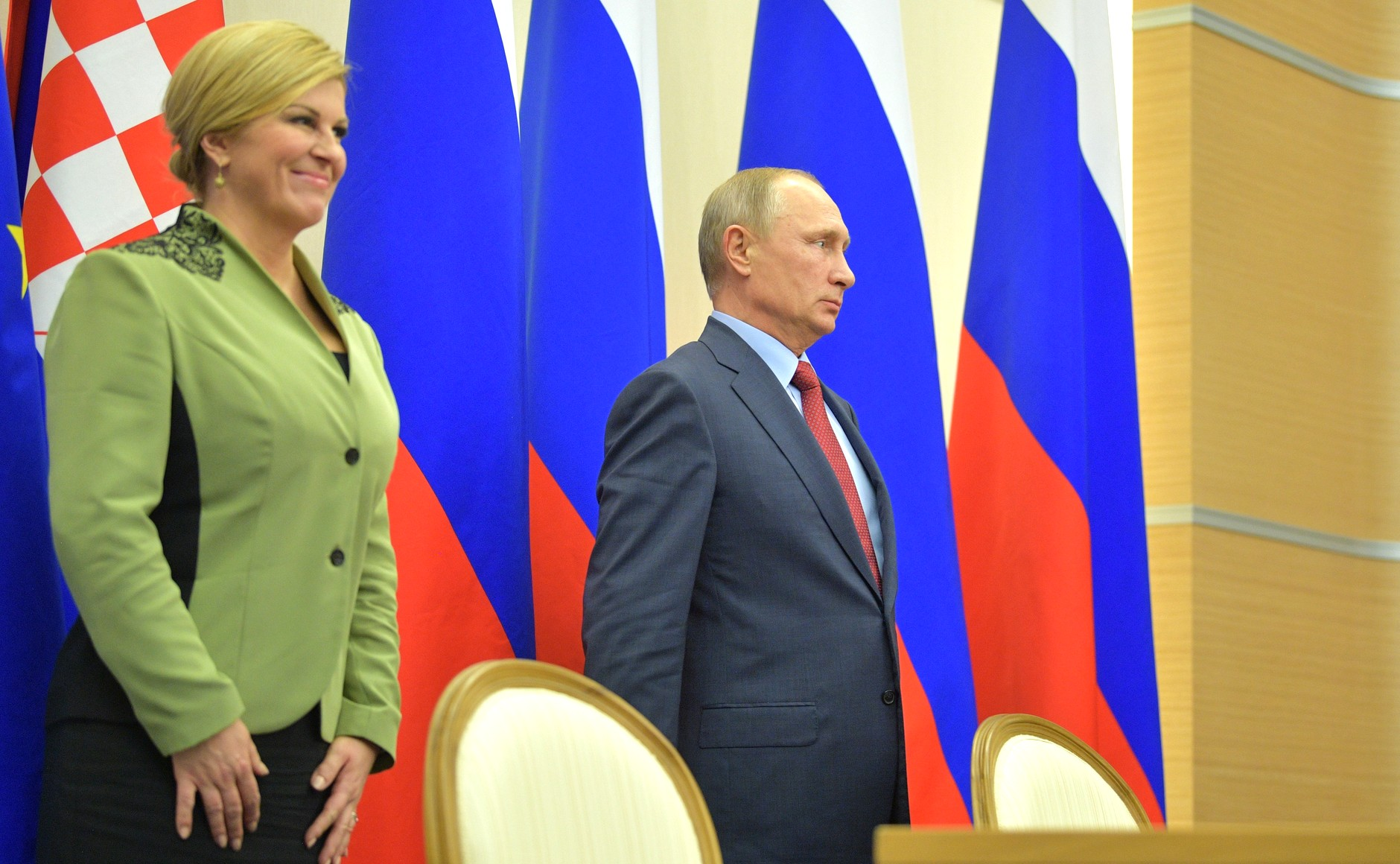
الرئيسة غرابار كيتاروفيتش مع الرئيس الروسي فلاديمير بوتين في عام 2017

في 23 فبراير استقبلت الرئيس رئيس البرلمان الجورجي ديفيد يوسباشفيلي في مكتبها وخلال الزيارة تم التأكيد على الصداقة المتبادلة والتعاون الاقتصادي بين البلدين. كما تعهدت رئيسة جمهورية كرواتيا بتعزيز الاتصالات والاجتماعات السياسية وأكدت من جديد على التزام كرواتيا بسيادة كرواتيا وسلامة أراضيها. من ناحية أخرى شكر رئيس برلمان جورجيا يوسباشفيلي الرئيسة غرابار-كيتاروفيتش على دعمها لجورجيا وكل ما فعلته أثناء عملها كمساعدة الأمين العام لحلف الناتو. وإلى جانب السياسة تعهدت كوليندا بالتعاون الاقتصادي في مجالات الطاقة والسياحة وصناعة الأغذية. في 26 فبراير 2015 ألتقت كوليندا في مكتبها ممثلي حزب محظور الذين أكدوا أنها المرة الأولى التي تتاح لهم الفرصة للتحدث عن مشاكلهم لمؤسسة النظام السياسي. شكلت الرئيسة فريق من الخبراء يضم مئات من المستشارين وممثلي الجمعية المحظورة وجمعيات المواطنين المهتمين الآخرين الذين يتعاملون مع هذه القضية من أجل إيجاد حل لمشاكلهم. وفي نفس اليوم استقبلت الرئيسة الدكتور ليوبو يورتشيتش ودامير نوفوتني وغوستاف سانتينيا وزديسلافا سانتيتش لمناقشة الوضع الاقتصادي لكرواتيا والتحديات والحلول الممكنة للخروج من الأزمة ونمو الاقتصاد المحلي. وفي اليوم التالي قدمت اقتراحًا إلى رئيس الوزراء زوران ميلانوفيتش للاستيلاء بشكل قانوني ولكن الوقف على الاحتجاز على ممتلكات المالك الوحيد.
في أول يوم من شهر مارس التقت كوليندا بالرئيس السلوفيني بوروت باهور في غداء عمل غير رسمي في أوتوتشات في كركا. وخلال الاجتماع تمت مناقشة عدد من الموضوعات المشتركة داخل الصداقة الكرواتية السلوفينية والتعاون المشترك داخل الاتحاد الأوروبي وحلف شمال الأطلسي. تم التركيز بشكل إضافي على المبادرات والتعاون في منطقة جنوب شرق أوروبا.
وقد قامت بأول زيارة رسمية للبوسنة والهرسك حيث وصلت إلى سراييفو يوم الثلاثاء 3 مارس 2015 في زيارة رسمية للبوسنة والهرسك وهي أول رحلة لها في الخارج منذ تعيينها. بدأت الزيارة بعقد اجتماع مع أعضاء اللجنة الرئاسية وهم في سراييفو الرئيس ملادن إيفانيتش والأعضاء دراغان كوفيتش وبكر عزت بيجوفيتش بينما تحدثت بعد الظهر مع أعضاء كليات مجلسي البرلمان في البوسنة والهرسك ومع رئيس مجلس وزراء البوسنة والهرسك فيجوسلاف بيفاندا. خلال مؤتمر صحفي خلال الزيارة ذكرت:
بعد الزيارة اتفق العديد من المحللين على أن زيارة البوسنة والهرسك كانت قرارًا جيدًا ومدروسًا من قبل الرئيسة كوليندا. أثنى فلاتكو كرفتيلا ونينو راسبوديتش على الرئيسة في أول زيارة خارجية لها وباختيارها البوسنة والهرسك منذ ذلك الوقت أظهرت كيف أن السياسة الخارجية لكرواتيا مهمة للبلاد ولها شخصيا. في 4 مارس كوليندا بوصفها القائد الأعلى للجيش الكرواتي أرسلت رسميا الفرقة الثانية من الجيش الكرواتي إلى أفغانستان حيث كان هناك 81 جندي كرواتي جنبا إلى جنب مع زملائهم الجنود من الجبل الأسود وألبانيا والبوسنة والهرسك ومقدونيا تحت قيادة العميد ستانكو بارادزيكوفيتش. كجزء من مناقشة مواضيعية عقدت في 6 فبراير في الأمم المتحدة التقت الرئيسة بالأمين العام للأمم المتحدة بان كي مون ورئيس الجمعية العامة للأمم المتحدة سام كوتس. عُقدت اجتماعات قبل المناقشات التمهيدية رفيعة المستوى بشأن تعزيز المساواة بين الجنسين وتمكين المرأة والفتاة من وضع جدول أعمال التنمية للتحول في الفترة التالية لعام 2015. عُقدت المناقشة المواضيعية المذكورة آنفا بمناسبة الاحتفال باليوم العالمي للمرأة والذكرى العشرين لاعتماد إعلان ومنهاج عمل بيجين. كوليندا هي من فتحت باب الموضوع للمناقشة وأبرزت في كلمتها بالتقدم الكبير الذي تم إحرازه في مجال تعزيز المساواة بين الجنسين مضيفة أنها على الرغم من كل الإنجازات التي تحققت أنه لا يزال يمثل تحديا. بعد يومين من المناقشات المواضيعية زارت كوليندا متحف الفن الحديث وزارت الرعية الكرواتية. خلال زيارتها إلى الولايات المتحدة الأمريكية ألتقت كوليندا مع الرئيس الأمريكي السابق بيل كلينتون حيث أثارت صورة كوليندا مع كلينتون ضجة على الفيسبوك والعديد من التعليقات مثل: «الحمد لله لدينا سياسيينا الذين يتحدثون الإنجليزية».
بعد عودتها من الولايات المتحدة ألتقت في مكتبها رؤساء البعثات الدبلوماسية والمنظمات الدولية المعتمدة في جمهورية كرواتيا مع الرغبة في كرواتيا لبناء وتعزيز الصداقات القديمة في جميع أنحاء العالم وإلى مساعدة كبيرة جدا للدبلوماسيين في تحقيق هذا الهدف المهم. كما شددت الرئيسة على تعزيز العلاقات الدبلوماسية بين الدول الأوروبية حول العلاقات بين البحر الأدرياتيكي وبحر البلطيق والبحر الأبيض المتوسط والمساعدة في بناء شبكات دبلوماسية أوروبية داخلية أقوى وأفضل. استقبلت الرئيسة الحاكم بوريس فوتشيتش في 11 مارس للتحدث عن حالة استقرار النظام المالي للدولة بالإضافة إلى تأثير تدابير السياسة النقدية على الاقتصاد. تمت مناقشة وجهات النظر حول القروض بالفرنك السويسري والإمكانيات المحتملة لتدخل الدولة. وفي اليوم نفسه ألتقت في مكتبها النائب الأول لرئيس مجلس الوزراء وزير خارجية صربيا ايفيتسا داتفتشك وخلال الاجتماع أكدت على استعدادها المتبادل لمواصلة حل القضايا العالقة وخاصة قضية المفقودين والموقف من الأقليات وترسيم الحدود بروح من علاقات حسن الجوار وتعزيز التعاون وتشجيع وازدهار مواطني الدولتين وآفاق مستقبل أوروبي مشترك. بالإضافة إلى فوتشيتش وداتفتشك استقبلت كوليندا وزير الدفاع الأذربيجاني ذاكر حسن واتفقا خلال المحادثة أن العلاقات بين كرواتيا وأذربيجان هي علاقات طيبة وتعاون اقتصادي ناجح ولكن أيضا في مجال الدفاع من خلال برامج التعليم والتدريب وأنه من المصلحة المتبادلة تعزيز هذا التعاون. وأشير إلى أن الاستقرار والسلام في القوقاز في مصلحة ليس فقط الدولة التي تقع في تلك المنطقة ولكن أوروبا وأوراسيا ككل وأنه ينبغي حل جميع النزاعات بالطرق السلمية وعبر الحوار. زارت الرئيسة مهرجان مانتينيادا الشعبي التقليدي حيث الموسيقى والكورال والغناء في جوقة وصوت سوبيلانا الاستري وآيات تشاكافيان. في ثاني زيارة رسمية لها أعلنت كوليندا عن زيارة لمدة يوم واحد لألمانيا يوم الثلاثاء 17 مارس حيث وصلت إلى برلين يوم الاثنين لتلتقي رئيس ألمانيا يواخيم غاوك والمستشارة أنجيلا ميركل. وتحدث مع الرئيس غاوك عن التعاون الاقتصادي والتجاري والثقافي والسياسي مع المستشارة ميركل بشأن إمكانيات تعزيز التعاون الكرواتي الألماني لا سيما في مجال الاقتصاد والعلوم.

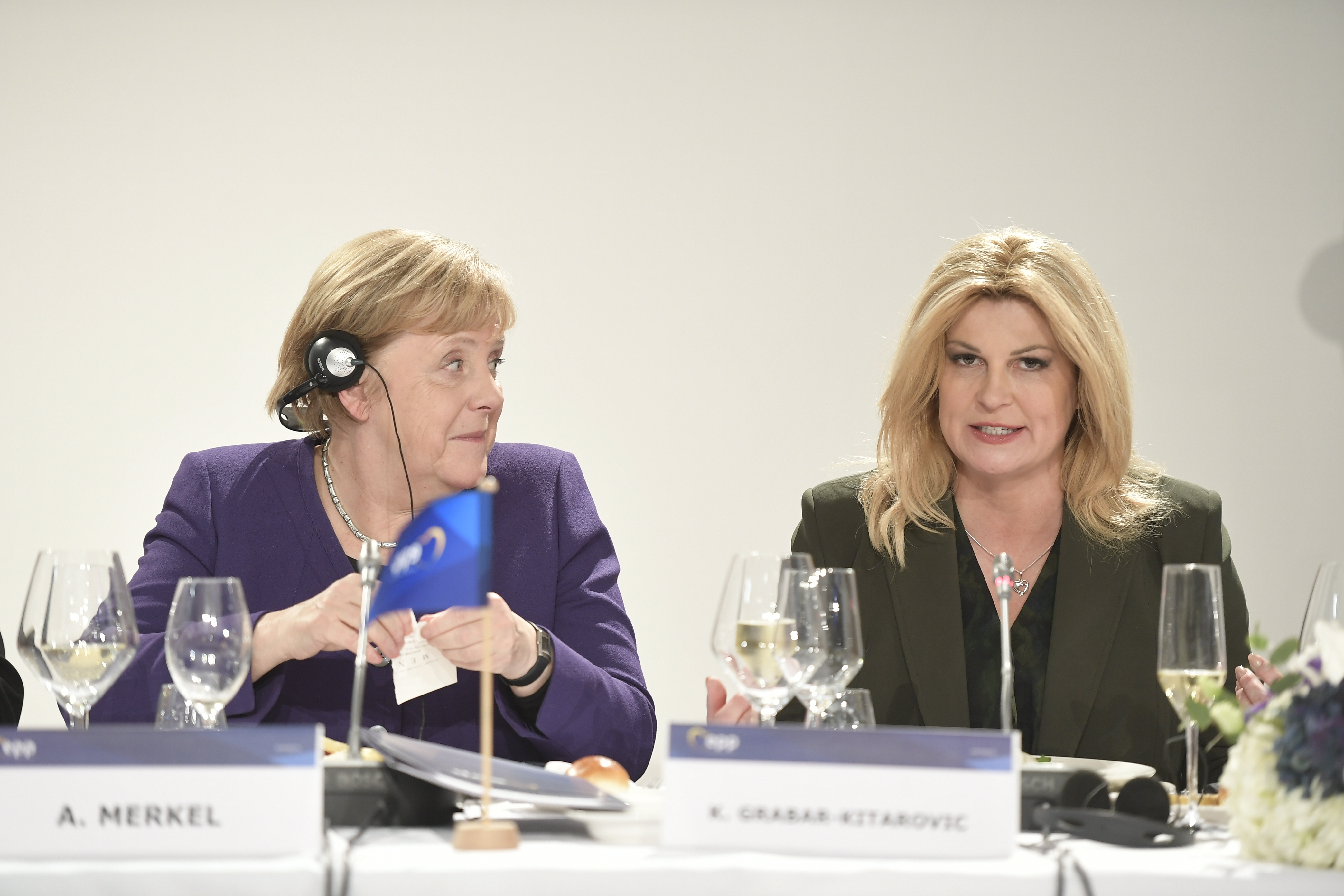
الرئيسة جرابر كيتاروفيتش مع المستشارة الألمانية أنغيلا ميركل في قمة حزب الشعب الأوروبي في زغرب، 2019

بعد اجتماعها مع غاوك الذي تحدث معه أيضًا في مأدبة غداء عمل اجتمعت كوليندا مع المستشارة أنجيلا ميركل. وفقا للبروتوكول منذ أن كان مضيفها نظيرها الألماني غاوك فإنه بعد الاجتماع مع ميركل لم تكن هناك توقعات للصحفيين. ومع ذلك أعلن مكتب المستشارية مقدما أن مواضيع النقاش كانت العلاقات الثنائية والموضوعات المتعلقة بالاتحاد الأوروبي وكذلك القضايا ذات الاهتمام في جنوب شرق أوروبا. وكانت كوليندا قد أوضحت بالفعل أن أكبر مشكلة في كرواتيا فيما يتعلق بالحالة الألمانية مذكرة التوقيف الأوروبية والتي أسفرت عن سياسة رئيس جمهورية كرواتيا السابق زوران ميلانوفيتش ووزيرة الشؤون الخارجية والشؤون الأوروبية فيسنا بوسيتش التي أدت إلى تأخير دخول كرواتيا إلى منطقة شنغن.

## السياسة الاجتماعية

### قضايا المثليين
على الرغم من أن الزواج من نفس الجنس غير مسموح به في كرواتيا إلا أن غرابار كيتاروفيتش أعربت عن دعمها لقانون الشراكة الذي يُمكن الأزواج من نفس الجنس بالتمتع بحقوق متساوية مقارنة بالأزواج المغايرين؛ مشيدة بهذا القانون ومٌعتبرة إياه الحل الأوسط والأفضل. خلال خطاب تنصيبها؛ تطرَّقت كيتاروفيتش إلى قضية التوجه الجنسي وهناك أكدت على أنها ستدعم ابنها في حالة ما كان مثلي الجنس.

### الإجهاض
تدعم غرابار كيتاروفيتش تقنين الإجهاض، حيث ترى أن حظر الإجهاض لن يحل أي شيء؛ وتؤكد في نفس الوقت على أنه ينبغي إيلاء الاهتمام إلى التعليم من أجل منع حالات الحمل غير المرغوب فيه. انتقدت غرابار كيتاروفيتش في الكثير من الأحيان نظام بلدها فيما يخص هذا الموضوع حيث قالت في أحد خطاباتها: «يجب أن يقوم النظام بأكمله على الإصلاح ... إصلاح في التعليم وإصلاح في التدابير الاجتماعية التي تمكن كل امرأة من ولادة طفلها بسلام؛ ليس هذا فقط بل يجب الاعتناء بالأم والرضيع بطريقة مناسبة لضمان عدم حصول أي شيء.»

### تغير المناخ
تولي غرابار كيتاروفيتش اهتماما كبيرا لعدة قضايا تتعلق بالبيئة بما في ذلك تغير المناخ وقد تحدثت مرارا وتكرارا عن دعمها للمبادرات الخضراء جنبا إلى جنب مع طرق تقليل مخاطر تغير المناخ على البيئة والأمن العالمي. في عام 2016 وقعت غرابار -كمسؤولة عن دولتها- على اتفاق باريس للمناخ في مقر الأمم المتحدة في مدينة نيويورك. وخلال آخر خطاب لها في الأمم المتحدة؛ ذكرت أن تغير المناخ يُعتبر «سلاح دمار شامل».

## الحياة الشخصية
تزوجت غرابار كيتاروفيتش بيعقوب (جاكوب) كيتاروفيتش عام 1996 ولديهم طفلان: كاتارينا التي ولدت في 23 نيسان/أبريل 2001 وتمتهن في الوقت الحالي رياضة التزلج الفني على الجليد ثم لوكا الذي ولد عام 2003.

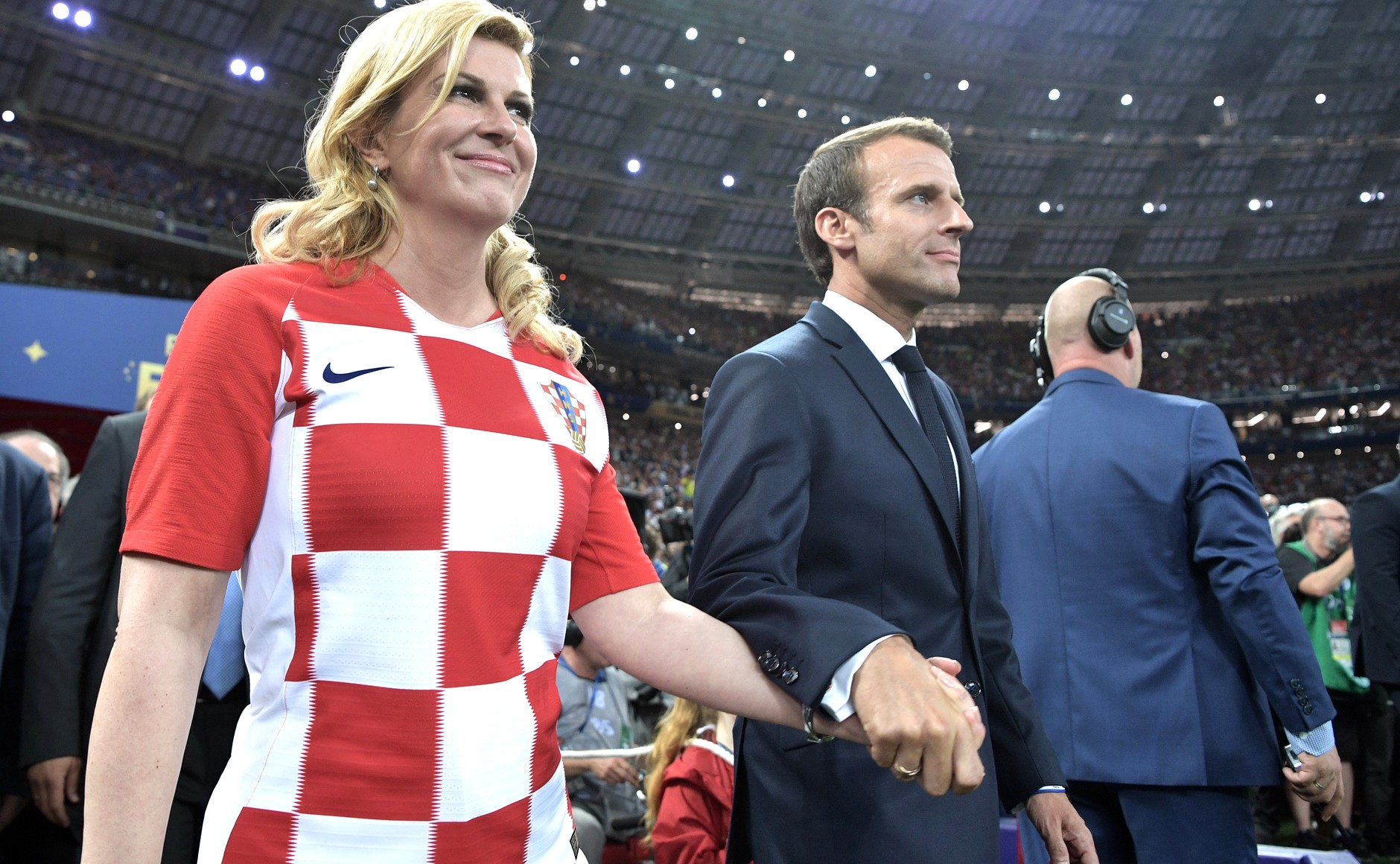
الرئيسة كوليندا غرابار كيتاروفيتش والرئيس الفرنسي إيمانويل ماكرون بعد نهائي كأس العالم 2018 بين البلدين.

تنتمي غرابار كيتاروفيتش للكنيسة الرومانية الكاثوليكية وسبق لها وأن أعلنت أنها تعيش وفق القيم والمبادئ المسيحية.
في مقابلة لها مع رايدو نارودني صرَّحت غرابار كيتاروفيتش أن المطرب المفضل لها هو المغني القومي الكرواتي ماركو بيركوفيتش.
تتحدث كيتاروفيتش الكرواتية، الإنجليزية، الإسبانية والبرتغالية بطلاقة ولديها فهم أساسي باللغة الألمانية، الفرنسية وحتى الإيطالية.

## روابط خارجية
- كوليندا غرابار كيتاروفيتش على موقع IMDb (الإنجليزية)
- كوليندا غرابار كيتاروفيتش على موقع مونزينجر (الألمانية)
- كوليندا غرابار كيتاروفيتش على موقع أوليمبيديا (الإنجليزية)